# 부에티코퍼땃쥐
부에티코퍼땃쥐(Crocidura buettikoferi)는 땃쥐과에 속하는 포유류의 일종이다. 코트디부아르와 가나, 기니, 라이베리아, 나이지리아, 시에라리온에서 발견된다. 자연서식지는 아열대 또는 열대 기후 지역의 습윤 저지대 숲이다. 서식지 감소로 멸종 위협을 받고 있다.